# Rhamphosipyloidea queenslandica
Rhamphosipyloidea queenslandica är en insektsart som först beskrevs av Sjostedt 1918.  Rhamphosipyloidea queenslandica ingår i släktet Rhamphosipyloidea och familjen Diapheromeridae. Inga underarter finns listade i Catalogue of Life.